# Marian Kowalczewski
Marian Kowalczewski (ur. 1 sierpnia 1907, zm. 27 grudnia 1982) – polski działacz państwowy i partyjny, nauczyciel, wicewojewoda kielecki (1947–1950).

## Życiorys
W latach 20. XX wieku ukończył Gimnazjum im. Stefana Żeromskiego w Kielcach, a następnie studia magisterskie. Później w tej szkole był nauczycielem historii. W okresie II wojny światowej uczestniczył w tajnym nauczaniu w Tajnym Gimnazjum Kupieckim w Kielcach (o programie szkoły średniej). Po wojnie wstąpił do Polskiej Partii Socjalistycznej (lubelskiej), był przewodniczącym Wojewódzkiego Komitetu PPS w Kielcach (styczeń–marzec 1945) i p.o. I sekretarza WK PPS w Kielcach (czerwiec–sierpień 1946). Pod koniec 1945 został członkiem redakcji „Życia Robotniczego”, radomskiego organu prasowego partii. Z ramienia PPS w 1948 wszedł w skład Wojewódzkiego Komitetu Współpracy (zajmującego się integracją PPS z PPR). Ok. 1947 objął stanowisko wicewojewody kieleckiego, zajmował je do likwidacji urzędu w 1950. Po włączeniu PPS do Polskiej Zjednoczonej Partii Robotniczej wszedł w grudniu 1948 w skład jej Komitetu Centralnego.